# Eliza Scanlen
Eliza Jane Scanlen (Sydney, 6 de janeiro de 1999) é uma atriz australiana, cujos papéis incluem Tabitha Ford em Home and Away, e Amma Crellin na minissérie da HBO, Sharp Objects, pelo qual ela recebeu aclamação da crítica por sua performance.

## Biografia
Scanlen nasceu em Sydney, Nova Gales do Sul, na Austrália, e tem uma irmã gêmea não idêntica chamada Annabel.

## Carreira

### 2015 - 2018: Início de carreira e Sharp Objects
Em 2015 Scanlen participou em um episódio da primeira temporada da serie australiana A Class Act.
Enquanto cursava o ensino médio em 2016, Scanlen foi escalado para o papel recorrente de Tabitha Ford na telenovela Home and Away.  No mesmo ano ela participou do curta australiano Lacuna.
Em 2018 Scanlen estrelou como o personagem titular no curta-metragem de 2018, Grace. Ela também participou do curta Love and Other Places.
O divisor de águas na carreira de Scanlen foi como Amma Crellin na minissérie de thriller psicológico da HBO, Sharp Objects lançada em 2018 e protagonizado ao lado de Amy Adams e Patricia Clarkson, pela qual recebeu aclamação da critica e do publico, sendo até o momento, seu papel de maior expressão na televisão e nos Estados Unidos.

### 2019 - 2021: Little Woman, Babyteeth, Broadway e Old
Durante outubro de dezembro de 2018, Scanlen gravou o seu primeiro filme, a adaptação do livro Little Women de Louisa May Alcott, que foi lançado no cinema em dezembro de 2019. O filme de Greta Gerwig foi co-estrelado por Saoirse Ronan, Emma Watson, Florence Pugh, Timothée Chalamet, Meryl Streep e Laura Dern.
Entre janeiro e feveiro de 2019, Scanlen gravou seu primeiro filme como personagem principal, o drama australiano Babyteeth de Shannon Murphy, baseado na peça de Rita Kalnejas. Para se preparar para dar vida a personagem  de uma adolescente com cancer, Scanlen teve que raspar a cabeça. O filme participou de vários festivais de filmes, dentre eles Cannes , Venice Film Festival , BFI London Film Festival , Filmfest Hamburg, Chicago Film Festival, Zurich Film Festival, Pingyao Festival, Hamptons Film Festival, Mostra Internacional de Cinema, AFI Fest. O primeiro trailer do filme saiu dia 21 de agosto de 2019. O filme estreou no dia 19 de junho de 2020 em Video on Demand e em cinemas selecionados, devido a crise do corona vírus não pode ter uma grande estreia nos cinemas. O filme foi até então o mais premiado que Scanlen ja participou, o mesmo levou 9 prêmios no AACTA de 2020 (principal premiação australiana), e rendeu a atriz o primeiro prêmio de Melhor Atriz na premiação, com apenas 21 anos. Posteriormente a atriz também foi indicada na versão internacional da premiação.
Em 16 de janeiro de de 2019 foi anunciado que Scalnen participaria do filme de Antonio Campos na adaptação do livro The Devil All The Time, de Donald Ray Pollock, interpretando Lenora Laferty. Sua participação nas filmagens foram entre março e abril de 2019. O filme teve sua estreia em 16 de setembro de 2020 pela produtora Netflix e foi o primeiro projeto de Scanlen a receber criticas mistas.
Logo em seguida em 2019, Scanlen começa a se preparar para sua estreia no teatro com a peça Lord of the Files, que interpreta a personagem "Eric". A peça foi produzida pela Sydney Theatre Company e foi apresentada entre 23 de julho até 24 de agosto de 2019 na Austrália.  Em setembro de 2019 Scanlen gravou seu primeiro trabalho como diretora e roteirista, com o curta australiano Mukbang. Também em 2019, Scanlen fez sua estreia na Brodway no Shubert Theatre, com a peça To Kill a Mockingbird dirigido por Aaron Sorkin baseado no livro de Harper Lee. Scanlen interpretou a personagem "Mayella Ewell", a peça estreou no dia 5 de Novembro e teria duração de seis meses, porém teve que terminar em março de 2020 devido a crise do corona vírus.
Em maio de 2020, foi anunciado que Scanlen faz parte do elenco do novo filme do diretor M. Night Shyamalan Old, ao lado de Thomasin McKenzie, Alex Wolff e Vicky Krieps. Shyamalan divulgou em sua conta do twitter no dia 26 de setembro de 2020 o nome do filme com o primeiro poster, o lançamento do filme para o dia 23 de julho de 2021 e que as gravações acabaram de ser iniciadas. O longa é inspirado nas HQs Sandcastles de Pierre Oscar Levy. O primeiro teaser do filme foi transmitido no intervalo do Super Bowl em fevereiro de 2021. O filme foi recebido com críticas mistas pela critica especializada.
Em abril de 2021, foi anunciado que Scanlen fará parte do elenco da minissérie australiana Fires, sobre os incêndios que aconteceram na Australia entre o final de 2019 e o começo de 2020. A série busca apresentar a realidade de diferentes comunidades afetadas pelos incêndios em cada episódio. A série teve sua estreia em 26 de setembro de 2021.

### 2022 - presente: The First Lady
Em julho de 2021, Scanlen foi confirmada como personagem recorrente na série The First Lady, para interpretar a versão jovem de Eleanor Roosevelt, ao lado de Viola Davis, Michelle Pfeiffer e Gillian Anderson. A série teve sua estreia em abril de 2022 pelo serviço de streaming Paramount+ e obteve criticas mistas.
Em fevereiro de 2022, Scanlen foi confirmada como uma das personagens principais no filme All That I Am, adaptação do bestseller de 2012 de mesmo nome escrito pela autora australiana Anna Funder. O livro conta a história real de quatro judeus alemães que são forçados a fugir para Londres durante a segunda guerra mundial, Scanlen interpretará Ruth Wesemann, a única sobrevivente do grupo. O filme é dirigido por Kate Dennis e o roteiro foi feito por Matthew Faulk e Mark Skeet.
Em junho do mesmo ano, foi anunciado que Scanlen participaria do filme The Starling Girl ao lado do ator Lewis Pullman, dirigido e escrito por Laurel Parmet. As gravações foram feitas em Kentucky, entre junho e julho do mesmo ano. O filme estreiou no festival de Sundance em 21 de janeiro de 2023 e nos cinemas dos Estados Unidos em 12 de maio do mesmo ano. O filme recebeu uma nota de 78 de aprovação da critica especializada no Metacritic e 93% de aprovação no Rotten Tomatoes.
Em junho de 2023, Scanlen estreiou o seu segundo curta metragem no Sydney Film Festival, How Can I Help You, onde assinou como diretora e roteirista. O curta contem participação Thomasin McKenzie.
Em novembro de 2023, Scanlen começou as gravações da mini serie Dope Girls, uma parceria entre a Sony Pictures Television e BBC One. A serie é baseada no livro Dope Girls: The Birth of the British Drug Underground (1992) escrito por Marek Kohn. O lançamento da serie está previsto para o final de 2024.
Em setembro de 2021, Scanlen foi confirmada como parte do elenco principal do filme de terror e drama Os Horrores de Caddo Lake, dirigido por Celine Held e Logan George e produzido por M. Night Shyamalan. As gravações do filme ocorreram entre outubro e novembro do mesmo ano em Luisiana. O filme teve sua estreia no dia 10 de outubro de 2024, através do serviço de streaming Max. O filme contou com 79% de aprovação da critica especializada no site Rotten Tomatoes e recebeu a nota 55 no Metacritic.
Em de 2024 divulgado que Scanlen faria seu retorno aos palcos com a peça The Importance of Being Earnest , adaptação do livro de Oscar Wilde. A peça estar em cartas entre os dias 20 de novembro de 2024 a 25 de janeiro de 2025 no Lyttelton Theatre, em Londres. Foi divulgado que a peça será gravada e lançada nos cinemas no dia 20 de fevereiro de 2025.

## Filmografia

### Filmes
| Ano  | Título                          | Papel          | Notas                  |
| ---- | ------------------------------- | -------------- | ---------------------- |
| 2019 | Little Women                    | Beth March     |                        |
| 2019 | Babyteeth                       | Milla Finlay   |                        |
| 2020 | The Devil All The Time          | Lenora Laferty |                        |
| 2021 | Old                             | Kara (15 anos) |                        |
| 2023 | The Starling Girl               | Jem Starling   |                        |
| 2024 | Os Horrores de Caddo Lake       | Ellie          |                        |
| 2025 | The Importance of Being Earnest | Cecily Cardew  | Versão gravada da peça |
| TBD  | All That I Am                   | Ruth Wesemann  | Pré Produção           |

### Televisão
| Ano  | Titulo         | Papel                     | Notas                       |
| ---- | -------------- | ------------------------- | --------------------------- |
| 2015 | A Class Act    | Eliza                     | 1 Episódio (T1E8)           |
| 2016 | Home and Away  | Tabitha Ford              | 15 Episódios                |
| 2018 | Sharp Objects  | Amma Crellin              | Papel Principal 8 Episódios |
| 2021 | Fires          | Natasha 'Tash' Jasic      | Papel Principal 5 Episódios |
| 2022 | The First Lady | Eleanor Roosevelt (Jovem) | 2 Episódios                 |
| 2024 | Dope Girls     | Violet Davies             | Papel Principal 6 Episódios |

### Curtas
| Ano  | Título                | Papel  | Direção | Roteiro |
| ---- | --------------------- | ------ | ------- | ------- |
| 2016 | Lacuna                | Zoe    | Não     | Não     |
| 2018 | Grace                 | Grace  | Não     | Não     |
| 2018 | Love and Other Places | Claude | Não     | Não     |
| 2020 | Mukbang               | -      | Sim     | Sim     |
| 2023 | How Can I Help You    | -      | Sim     | Sim     |

### Vídeo Clipe
| Ano  | Título    | Artista | Papel | Direção | Ref.   |
| ---- | --------- | ------- | ----- | ------- | ------ |
| 2020 | "Keep On" | Softee  | -     | Sim     | [ 35 ] |

## Teatro
| Ano         | Titulo                          | Papel         | Local                                     | Tempo                                          |
| ----------- | ------------------------------- | ------------- | ----------------------------------------- | ---------------------------------------------- |
| 2019        | Lord of the Files               | Eric          | Sydney Theatre Company - Sydney/Australia | 23 de julho - 24 de agosto de 2019             |
| 2019        | To Kill a Mockingbird           | Mayella Ewell | Shubert Theatre - Nova York/USA           | 5 de novembro - março de 2020                  |
| 2024 - 2025 | The Importance of Being Earnest | Cecily Cardew | Lyttelton Theatre - Londres/UK            | 20 de novembro de 2024 - 25 de janeiro de 2025 |

## Prêmios e Indicações
| Ano  | Premiação                                  | Categoria                                                     | Filme         | Resultado | Notas  |
| ---- | ------------------------------------------ | ------------------------------------------------------------- | ------------- | --------- | ------ |
| 2018 | Australians in Film Awards                 | Breakthrough Award                                            | Ela Mesma     | Venceu    | [ 36 ] |
| 2018 | St. Kilda Film Festival                    | Best Actor                                                    | Grace         | Indicado  | [ 37 ] |
| 2019 | Venice Film Festival                       | Nave d'Argento for Best OTP (com Toby Wallace)                | Babyteeth     | Venceu    | [ 38 ] |
| 2019 | Online Film & Television Association       | Best Supporting Actress in a Motion Picture or Limited Series | Sharp Objects | Indicado  | [ 39 ] |
| 2019 | Online Film & Television Association       | Best Ensemble in a Motion Picture or Limited Series           | Sharp Objects | Indicado  | [ 39 ] |
| 2019 | International Online Cinema Awards (INOCA) | Best Supporting Actress in a Limited Series or TV Movie       | Sharp Objects | Venceu    | [ 40 ] |
| 2019 | Gold Derby Awards                          | Breakthrough Performer of the Year                            | Sharp Objects | Indicado  | [ 41 ] |
| 2019 | Gold Derby Awards                          | Movie/Limited Series Supporting Actress                       | Sharp Objects | Indicado  | [ 41 ] |
| 2019 | Gold Derby Awards                          | TV Movie/Mini Supporting Actress of the Decade                | Sharp Objects | Indicado  | [ 41 ] |
| 2020 | Gold Derby Awards                          | Ensemble Cast                                                 | Little Woman  | Indicado  | [ 42 ] |
| 2020 | Gold Derby Awards                          | Ensemble of the Decade                                        | Little Woman  | Indicado  | [ 42 ] |
| 2020 | Online Film & Television Association       | Best Ensemble                                                 | Little Woman  | Indicado  | [ 43 ] |
| 2020 | Odyssey Awards                             | Breakthrough Star                                             | Ela Mesma     | Venceu    | [ 44 ] |
| 2020 | Sydney Film Festival                       | Best Director in a Short Film                                 | Mukbang       | Venceu    | [ 45 ] |
| 2020 | Sydney Film Festival                       | Best Live Action Short                                        | Mukbang       | Indicado  | [ 45 ] |
| 2020 | Film Club's The Lost Weekend               | Best Actress                                                  | Babyteeth     | Venceu    | [ 46 ] |
| 2020 | AACTA                                      | Best Lead Actress                                             | Babyteeth     | Venceu    | [ 8 ]  |
| 2021 | AACTA International                        | Best Lead Actress in Film                                     | Babyteeth     | Indicado  | [ 47 ] |
| 2021 | Chlotrudis Awards                          | Best Actress                                                  | Babyteeth     | Indicado  | [ 48 ] |
| 2021 | CinEuphoria Awards                         | Best Ensemble - International Competition                     | Little Woman  | Indicado  | [ 49 ] |